# Molecular Systems Biology
Molecular Systems Biology è una rivista scientifica ad accesso aperto e sottoposta a revisione paritaria, che si occupa di biologia dei sistemi a livello molecolare (ad esempio: genomica, proteomica, metabolomica, sistemi microbici, integrazione della segnalazione cellulare e delle reti regolatorie), biologia di sintesi e medicina dei sistemi.
È stata fondata nel 2005 ed è stata pubblicata dalla casa editrice Nature Publishing Group per conto dell'European Molecular Biology Organization. A partire dal dicembre 2013 è pubblicata dalla EMBO Press.
Secondo il Journal Citation Reports, nel 2019 ha ricevuto un fattore di impatto pari a 8,991.

## Processo editoriale
La biologia dei sistemi molecolari garantisce un processo di pubblicazione celere. Gli articoli possono essere pubblicati anche in 10 giorni dalla data di accettazione. Inoltre, gli editori hanno la possibilità di richiedere a determinati revisori di commentare il loro lavoro.
Il processo editoriale include anche uno stile di formattazione flessibile, interazioni tra revisori che consentono un solo ciclo di revisione. Molecular Systems Biology pubblica oltre il 90% delle revisioni ricevute. Inoltre, i redattori sono contattabili; gli autori degli articoli possono valutare i manoscritti insieme ai redattori durante l'intero processo di revisione.